# 영국 치하 이집트의 역사
영국 치하 이집트(아랍어: الاحتلال البريطاني لمصر, 영어: Egypt under the British)는 1882년부터 영국 군대가 철군한 시절을 말하며 실질적인 통치 기간은 1882년에서 1922년까지이다.

## 개요

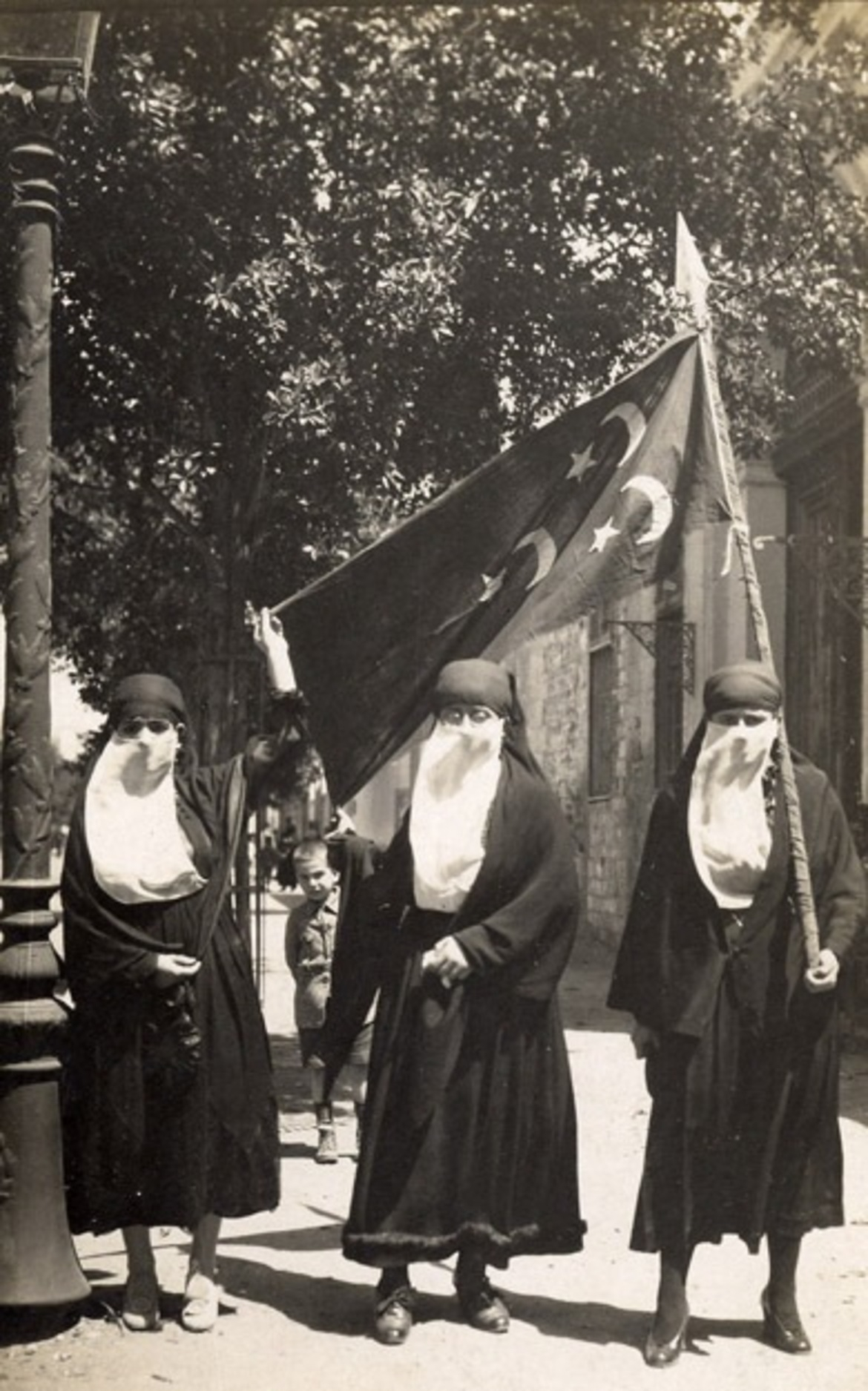
1919년 카이로에서 데모중인 민족주의 운동가들.

1863년에 이스마일 파샤가 즉위한다. 이스마일과 선왕인 사이드는 야망이 높은 사람이었으며 프랑스와 함께 수에즈 운하를 건설하는 등 이집트의 개발을 위해 많은 사업을 펼쳤다. 그러나 개발에 막대한 비용을 소모하게 되면서 이집트는 유럽 은행에 감당할 수 없는 양의 빚을 지게 되었고, 심한 증세로 인해 시민들의 불만도 고조되었다. 이에 따라 1875년 이스마일은 수에즈 운하 지분의 44%를 영국에 매각한다. 이로써 영국과 프랑스는 막대한 금권을 바탕으로 이집트 내각을 뒤에서 조종할 힘을 얻게 된다.
이스마일 내각과 유럽의 간섭에 대한 불만은 1879년에 아흐메드 우라비가 민족 운동을 일으키는 계기가 된다. 우라비는 1882년에 민족주의 내각의 수뇌가 된다. 그러나 자신들의 지배력이 줄어들 것을 경계한 영국과 프랑스는 알렉산드리아에 함포를 퍼붓고 이집트군을 텔 엘 케비르 전투에서 격파시키고 내각을 해산시킨 뒤 이스마일의 아들인 튜픽 파샤를 앉힌다. 이로써 이집트는 사실상 영국의 보호국 신세가 되며, 1914년에는 공식적으로 영국의 보호령이 된다.

## 역사
1870년대, 이집트는 많은 이권을 영국에게 빼앗기고 있었다. 특히 이집트의 수에즈 운하 주식을 영국이 구입하면서부터 간섭이 심해졌다. 1879년, 이집트에선 아라비 파샤를 중심으로 한 민족주의자들의 반란이 일어났다.(Urabi revolt) 그러자 1882년, 영국은 이에 개입해 군대를 파병하였고, 반란군은 영국군에 순식간에 녹아내린다.
그 이후 이집트에는 영국군이 주둔하게 되었으며, 약 74년간 영국의 영향력 아래 놓이게 된다. 이집트의 민족주의자들은 반영 폭동을 일으키기도 했으나 진압당했다. 제1차 세계 대전이 시작된 1914년, 이집트에서는 후세인 카멜이 오스만 제국으로부터 독립을 선포하고, 이집트 술탄국이 설립된다. 영국은 이집트를 식민지로 병합시킬 계획을 세우고 있었으나 이집트인의 격렬한 반대로 무산되고 공식적인 보호령으로 삼는 것에 그쳤다. 그러나 제1차 세계 대전 중에 이집트인들을 전쟁터로 동원하고, 전쟁 물자도 수탈해간 영국에 대해  분노한 이집트인들은 전후인 1919년, 대규모 반영 운동을 일으키는데, 이게 바로 1919년 이집트 혁명이다.

### 독립
결국 영국은 1922년 이집트를 이집트 왕국이라는 왕국으로 독립시킨다. 그러나 영국군은 여전히 주둔하고 있는 상태였고, 수에즈 운하도 여전히 영국 소유였다. 경제적으로도 영국에 의존하는 성향이 컸다. 제2차 세계 대전 당시에는 이탈리아 왕국이 이탈리아령 리비아를 통하여 이집트를 침공했으나 영국군이 이탈리아군으로부터 이집트를 보호하였다. 2차 대전 이후, 영국은 자국의 군대를 수에즈 운하를 제외한 이집트의 영토에서 철수시킨다.
1952년에는 나세르의 쿠데타가 일어났고, 1953년에는 왕정이 폐지된다. 이후 이집트는 당시 영국과의 공동 관리에 있던 수단을 자국의 영토로 선포하지만 영국은 씹었다. 1956년, 가말 압델 나세르가 집권하면서 수에즈 운하를 자국령으로 선포하게 된다. 이에 따라 영국, 프랑스, 이스라엘과 제2차 중동전쟁을 벌였으나 패배한다. 그러나 이를 계기로 영국의 영향력은 완전히 사라져 이집트는 비로소 완전한 독립국이 된다.